# Luzzasco Luzzaschi
Luzzasco Luzzaschi (ur. ok. 1545 w Ferrarze, zm. 10 września 1607 tamże) – włoski kompozytor, organista i nauczyciel. 
Był uczniem Cypriana de Rore.
Znany przede wszystkim jako autor madrygałów, których antologię wydał w Neapolu w 1611 i 1613 roku Carlo Gesualdo. Komponował też utwory instrumentalne (dziś w większości zaginione).
Pracując na dworze Alfonsa II d’Este w Ferrarze, tworzył w latach 80. XVI wieku utwory dla concerto delle donne, grupy śpiewaczek znanej z technicznego mistrzostwa i wirtuozerii.
Jego uczniem był m.in. Girolamo Frescobaldi.